# Moimenta da Beira (freguesia)
Moimenta da Beira es una freguesia portuguesa situada en el municipio de Moimenta da Beira. Según el censo de 2021, tiene una población de 2843 habitantes.